# Dysdera asiatica
Dysdera asiatica là một loài nhện trong họ Dysderidae.
Loài này thuộc chi Dysdera. Dysdera asiatica được miêu tả năm 1905 bởi Nosek.